# Ziziphora suffruticosa
Ziziphora suffruticosa là một loài thực vật có hoa trong họ Hoa môi. Loài này được Pazij & Vved. miêu tả khoa học đầu tiên năm 1961.